# Misaki (cheval)
Vous lisez un « bon article » labellisé en 2017.
Pour les articles homonymes, voir Misaki.
Le Misaki (御崎馬, Misaki-uma, littéralement « cheval du cap ») est une race de petits chevaux semi-sauvages japonais, originaire de Kushima, dans la préfecture de Miyazaki. Ces animaux proviennent majoritairement d'un vaste élevage de chevaux de guerre et de travail agricole, nationalisé puis abandonné après la Seconde Guerre mondiale. Redevenus sauvages et classés monument naturel national, ces chevaux constituent une attraction touristique populaire de l'île de Kyushu. Hauts d'environ 1,35 m, les Misaki sont généralement de robe baie.
Ils ont fait l'objet de nombreuses études génétiques (groupes sanguins et microsatellites) et hormonales ainsi que sur la dynamique des troupeaux. Le Misaki a en effet un mode de vie typique du cheval sauvage, les interactions avec les êtres humains étant limitées. Ce cheptel de 120 chevaux recensés en 2016 vit exclusivement au cap Toi.

## Histoire

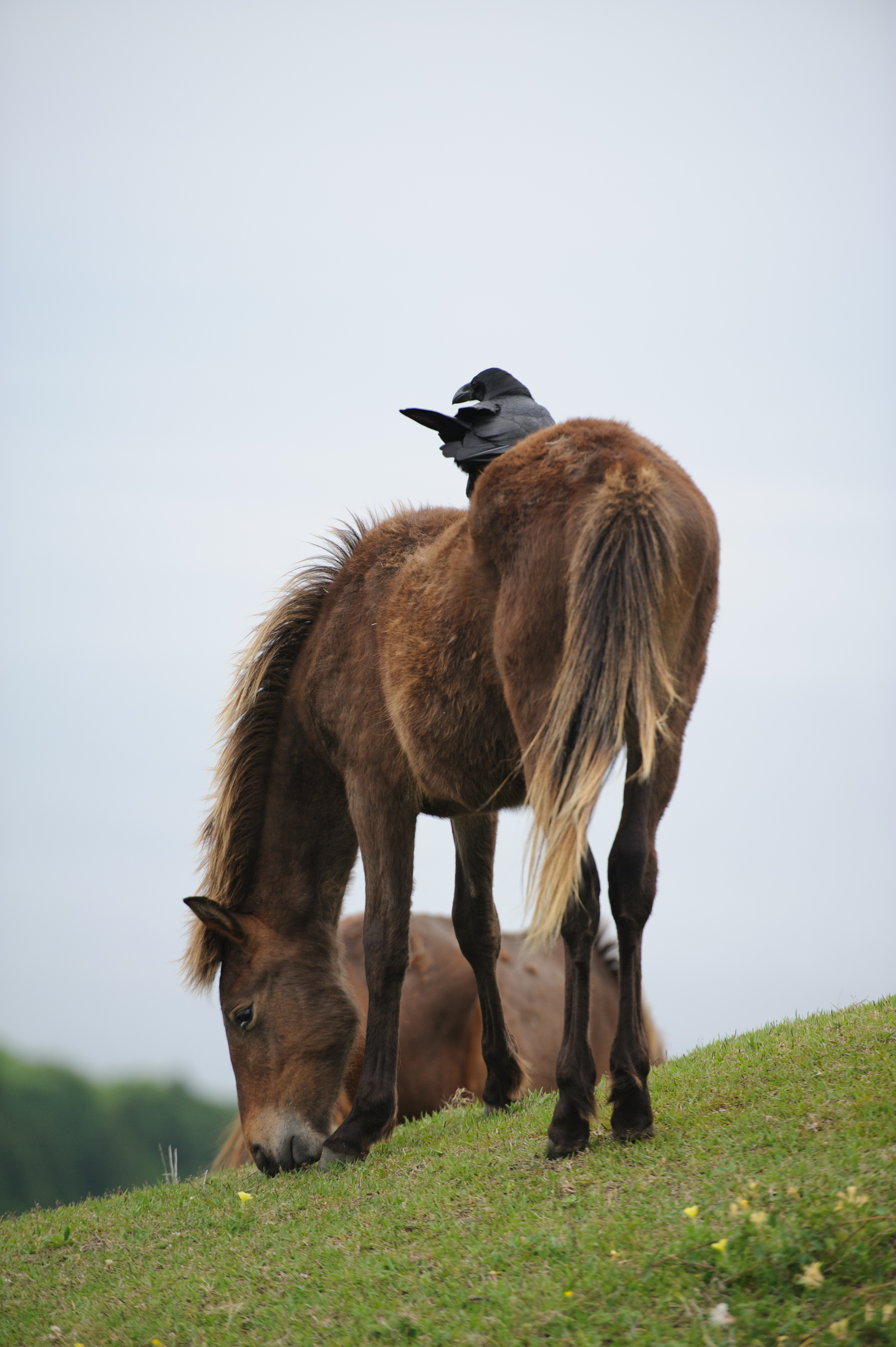
Misaki pangaré.

Le Misaki doit son nom à son biotope (Misaki, soit « cap »), mais il est localement nommé le « cheval sauvage ». Il semble que la race a reçu des influences extérieures, bien qu'elle corresponde globalement au « type local ». Plusieurs théories existent concernant son origine. D'après l'une d'elles, les Misaki descendent de chevaux chinois importés il y a 2 000 ans au Japon. Selon d'autres sources, la formation de la race remonterait à la fin du XVIIe siècle. Quoi qu'il en soit, la race est génétiquement proche du cheval mongol, et appartient au même cluster de gènes que les races Yonaguni et Tokara, ainsi peut-être que le Noma, une autre étude ayant trouvé un cluster en commun avec le Kiso, présent également chez le cheval mongol. Une théorie probable serait que le Misaki descende de chevaux de type mongol ayant transité par la Corée à partir du Ve siècle.
En 1697, un élevage est créé dans la région de Miyazaki par la famille Akizuki, membre du clan Takanabe durant la période Edo. Ce ranch élève des animaux destinés à la guerre et à l'agriculture. Pendant la révolution Meiji, le ranch est nationalisé. En 1874, les lieux sont cédés par le gouvernement japonais à l'Union de Misaki, qui en fait un établissement destiné au bien commun. La race est l'objet d'un élevage extensif avec très peu de contrôle humain, si ce n'est ponctuellement par le retrait de certains étalons. Un étalon trotteur occidental est introduit parmi le cheptel au début de l'ère Taishō, mais sa race exacte reste inconnue et son influence semble limitée. Le cheptel a pu recevoir une influence étrangère récente, expliquant sa différenciation génétique avec les autres races japonaises natives, ou bien il a subi une dérive génétique aléatoire due à son mode de vie semi-sauvage.
Les effectifs diminuent drastiquement après la Seconde Guerre mondiale, époque où ces chevaux sont relocalisés au cap Toi. En 1953, le cheval Misaki et son habitat, une bande de terre au cœur du cap Toi comprenant le mont Ōgi et la colline Komatsu,,, sont classés monument naturel national par l'agence pour les Affaires culturelles,. Entre 1978 et 1980, quinze étalons sont castrés pour diminuer la croissance de cette population équine.
Depuis 2003, la race fait l'objet de mesures de protection spécifiques en raison de sa proximité avec le cheval japonais primitif. Il ne reste qu'une centaine de sujets en 2007.

## Description

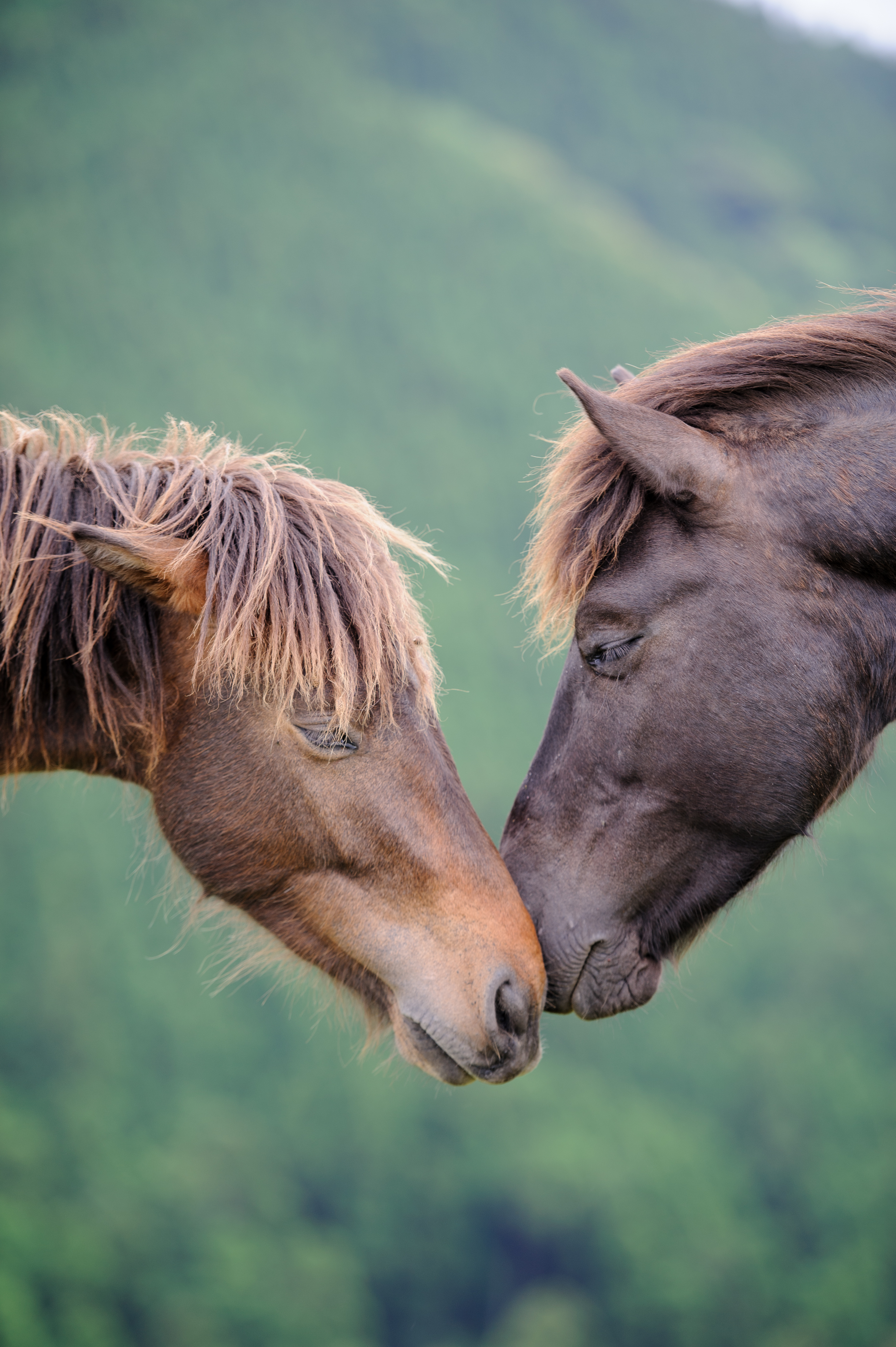
Deux Misaki se flairant.

Le Misaki est de type primitif, proche du cheval mongol. Parmi les deux sous-groupes des huit races de chevaux natives du Japon, il appartient à celui de taille moyenne, avec le Hokkaido et le Kiso, défini par une taille comprise entre 1,30 m et 1,40 m. Les données sur la taille référencées par DAD-IS, collectées en 1991 pour l'Organisation des Nations unies pour l'alimentation et l'agriculture (FAO), indiquent une moyenne de 1,32 m,. L'étude de Bonnie Lou Hendricks publiée par l'université de l'Oklahoma donne une moyenne d'1,37 m, des sources vulgarisées 1,34 m. Le poids est d'environ 300 kg. Cette morphologie et surtout sa taille le différencient nettement des autres races de chevaux natives de l'île de Kyushu, une différenciation confirmée par l'analyse des clusters de gènes. Le Misaki se présente comme un petit cheval court, avec une grosse tête par rapport au volume du corps. Il n'est pas considéré localement comme un poney.

### Robes
La robe est de couleur unie, généralement le bai ou le bai-brun, mais également le noir ou plus rarement l'alezan. Les marques blanches sur la tête et les membres sont très rares. D'après un génotypage publié dans le cadre d'une étude en 2009, 79,2 % des chevaux sont bais, 12,9 % sont noirs et 8 % sont alezans. La préservation des couleurs de robe originelles est jugée importante.

### Génétique et particularités hormonales
L’hétérozygotie au sein de la race est plus faible en moyenne que chez les autres chevaux natifs japonais, et le nombre d'allèles est bas. Deux études montrent que le Misaki a subi un goulet d'étranglement de population sévère, expliquant la basse diversité génétique du cheptel,. Le typage sanguin effectué de 1979 à 1981 a montré l'existence de deux sous-populations. Deux études ont été menées sur la concentration en testostérone chez les étalons Misaki. Elle augmente jusqu'à la constitution de leur premier harem, entre quatre et six ans. Elle est significativement plus élevée pendant la saison de reproduction. Une relation est également suggérée entre la concentration en testostérone et la taille du harem de l'étalon,. Des tests de paternité ont été menés entre 1980 et 1994.

### Santé
En 2001, la publication d'une étude sur la présence de la bactérie Rhodococcus equi a permis de constater que le cheptel est porteur d'une souche virulente. En 2011, il a été découvert que le cheptel est touché par l'anémie infectieuse équine, probablement une mutation particulière du virus, due à l'isolement. Une étude menée de 1998 à 2001 montre que 26,9 % des 130 chevaux analysés sont positifs à la maladie de Borna.

## Dynamique des troupeaux

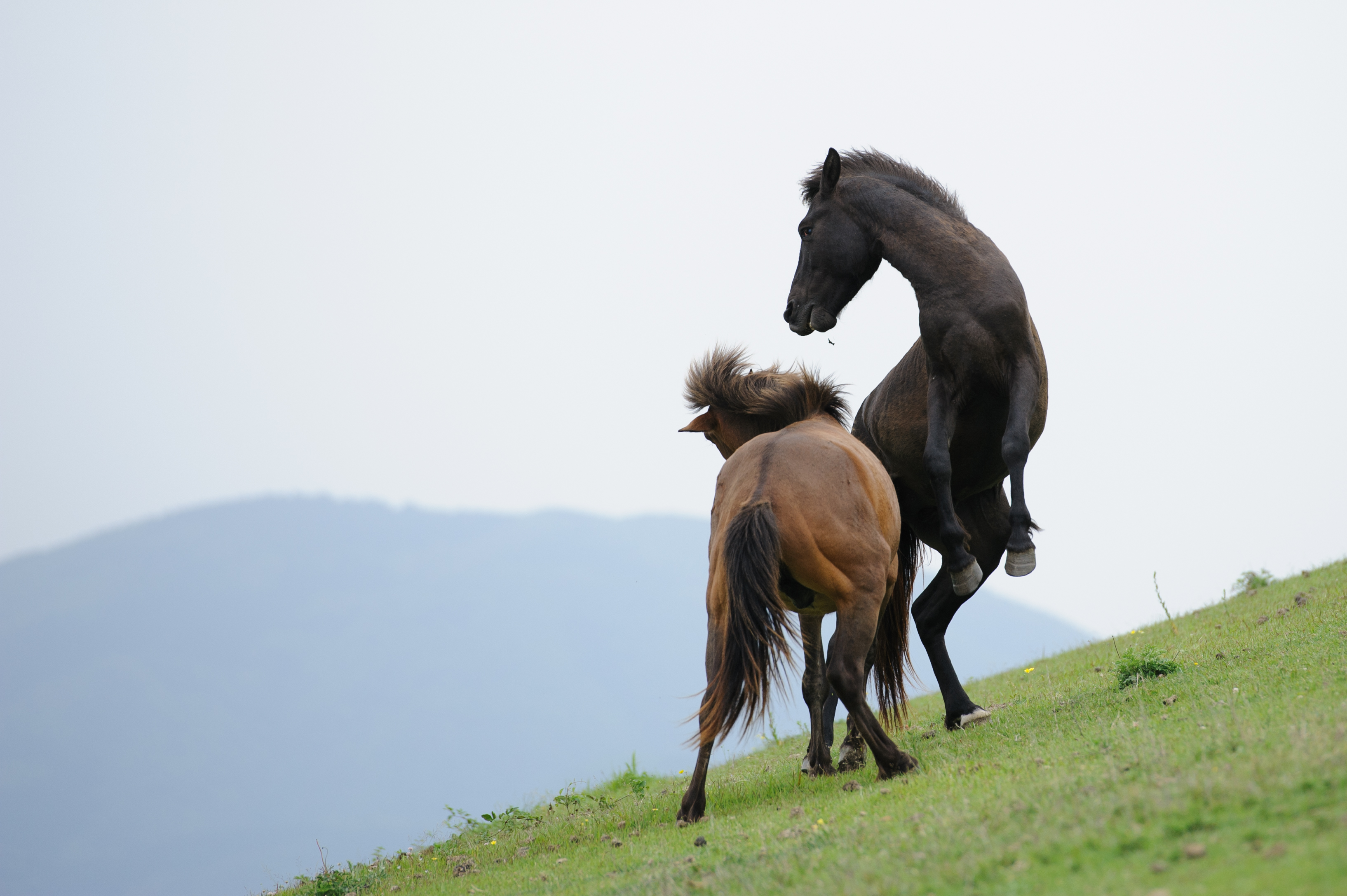
Mâles Misaki cabrés, au cap Toi.

Plusieurs études ont été menées sur l'organisation des hardes et la dynamique des troupeaux semi-sauvages de chevaux Misaki. Ces hardes vivent en liberté dans leur biotope et sont très mobiles, pouvant couvrir plus de 15 km pour trouver un environnement favorable. Il existe deux hardes, Komatsu et Oogi, mais des chevaux peuvent migrer entre les deux. La structure des troupeaux est similaire à celle des autres chevaux sauvages, avec une organisation en harems de juments sous la protection d'un unique étalon reproducteur, et des groupes uniquement composés de jeunes chevaux mâles ou de femelles célibataires. Les juments sont généralement fidèles au même étalon chaque année.
L'hiver, les harems se séparent en groupes plus petits, comptant une ou deux juments ainsi que leurs poulains et, éventuellement, l'étalon. Les Misaki broutent généralement au crépuscule, et préférentiellement entre minuit et l'aube en été. En hiver, ils passent davantage de temps à se nourrir pendant les journées les moins froides, et dorment davantage les jours de grand froid, de manière à limiter leurs dépenses énergétiques. Le temps passé à brouter l'été est de 14  à   16 h, pour 8  à   10 h de sommeil. L'hiver, le temps de broutage dure 15  à   19 h, pour 5  à   7 h de repos. Les principales espèces végétales consommées l'été sont Zoysia japonica, Imperata cylindrica et Paspalum thunbergii. En hiver, les chevaux sauvages consomment plutôt Miscanthus sinensis, et des arbustes tels que Machilus thunbergii, Rubus sieboldii et Mallotus japonicus. La quantité de végétaux absorbés quotidiennement est de 8  à   9 kg l'été, pour 6  à   8 kg l'hiver.
Les poulains mâles comme femelles quittent leur groupe familial avant leur maturité sexuelle, entre l'âge d'un et quatre ans. Une étude sur dix jeunes mâles montre qu'ils quittent leur groupe familial de naissance à deux ans et un mois en moyenne, ceux issus de juments primipares ayant davantage tendance à rester attachés à leur mère. 80 % des jeunes mâles quittent leur groupe du fait d'un manque de ressources naturelles, les 20 % restants le font à la suite de la naissance d'un poulain frère ou sœur. Lorsque le poulain frère ou sœur ne naît pas ou meurt peu après sa naissance, le poulain plus vieux reste plus longuement avec sa mère. Les poulains mâles forment des bandes de jeunes étalons célibataires sur une période de 6 mois à 4 ans, selon leur âge de séparation. Ils passent par deux stades de développement, l'un axé sur des rapports sociaux avec les congénères, l'autre préalable à la formation du premier harem, durant lequel les jeunes étalons se mêlent périodiquement à des groupes de femelles, en dehors de la saison de reproduction.

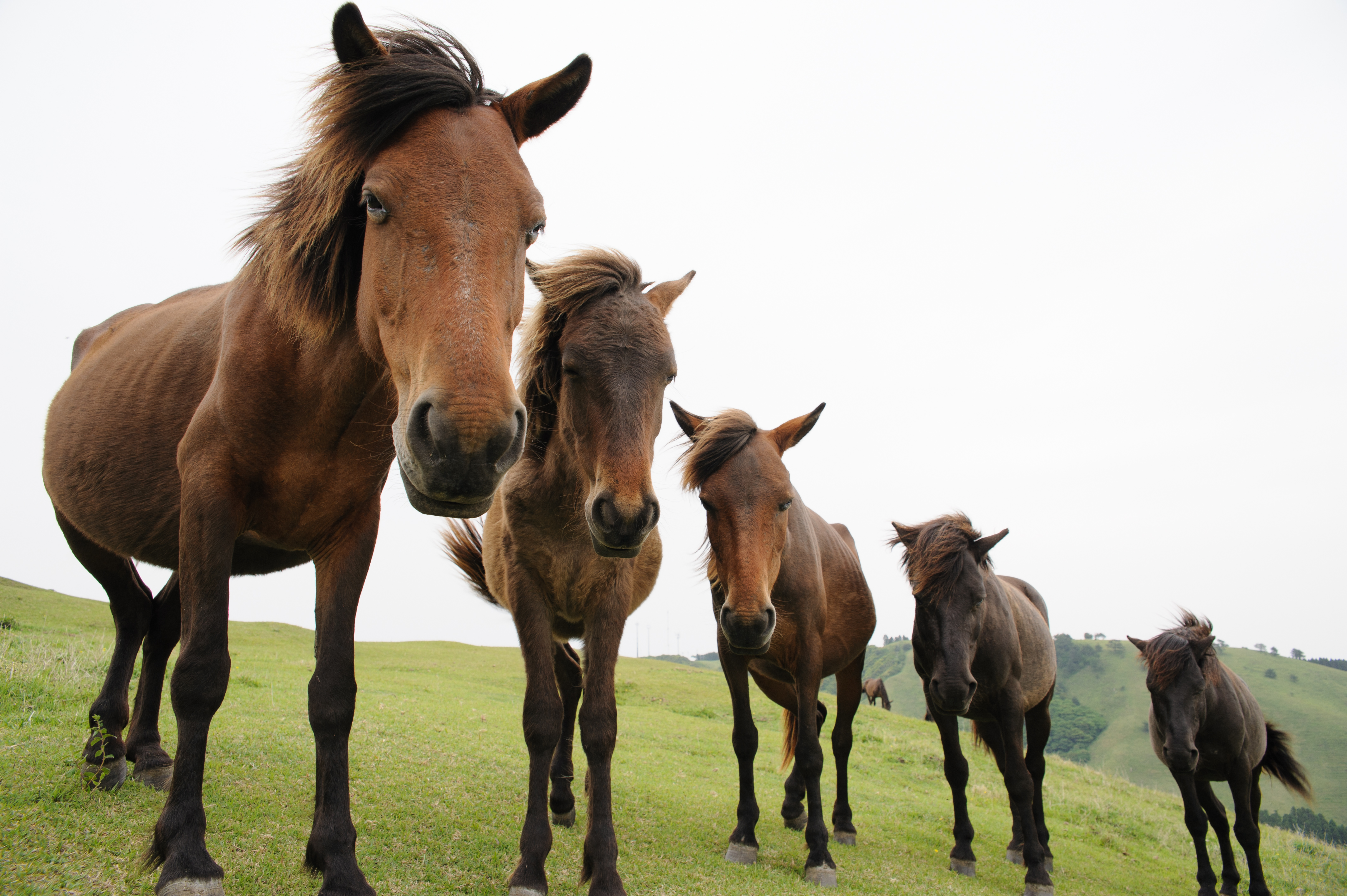
Groupe de Misaki.

Les pouliches exclues de leur groupe familial de naissance créent des groupes de jeunes juments. Les mâles qui survivent jusqu'à l'âge de 5 ans fondent ensuite leur propre harem de juments. L'âge de constitution du premier véritable harem se situe dans une fourchette allant d'un peu avant quatre ans jusqu'à presque huit ans. La grande majorité de ces harems sont constitués juste avant la saison de reproduction.
L'étude de 14 étalons sauvages sur une période de 16 ans a montré que ces étalons rassemblent généralement un harem comportant quatre à cinq juments pendant leurs jeunes années (de quatre à six ans), la taille du harem atteint son maximum lorsque l'étalon est âgé de six à neuf ans. Par la suite, avec le vieillissement, le nombre de juments au sein du harem diminue. 15 % des poulains nés au sein d'un harem donné sont issus d'un autre père que l'étalon-chef dudit troupeau. Du fait des combats entre étalons pour inclure des juments dans leur harem, les juments peuvent avoir une existence plus ou moins stable au sein du groupe. Les juments qui vivent en groupe stable, avec le même étalon, ont davantage de chances de se reproduire que celles qui vivent de manière plus instable.

## Utilisations

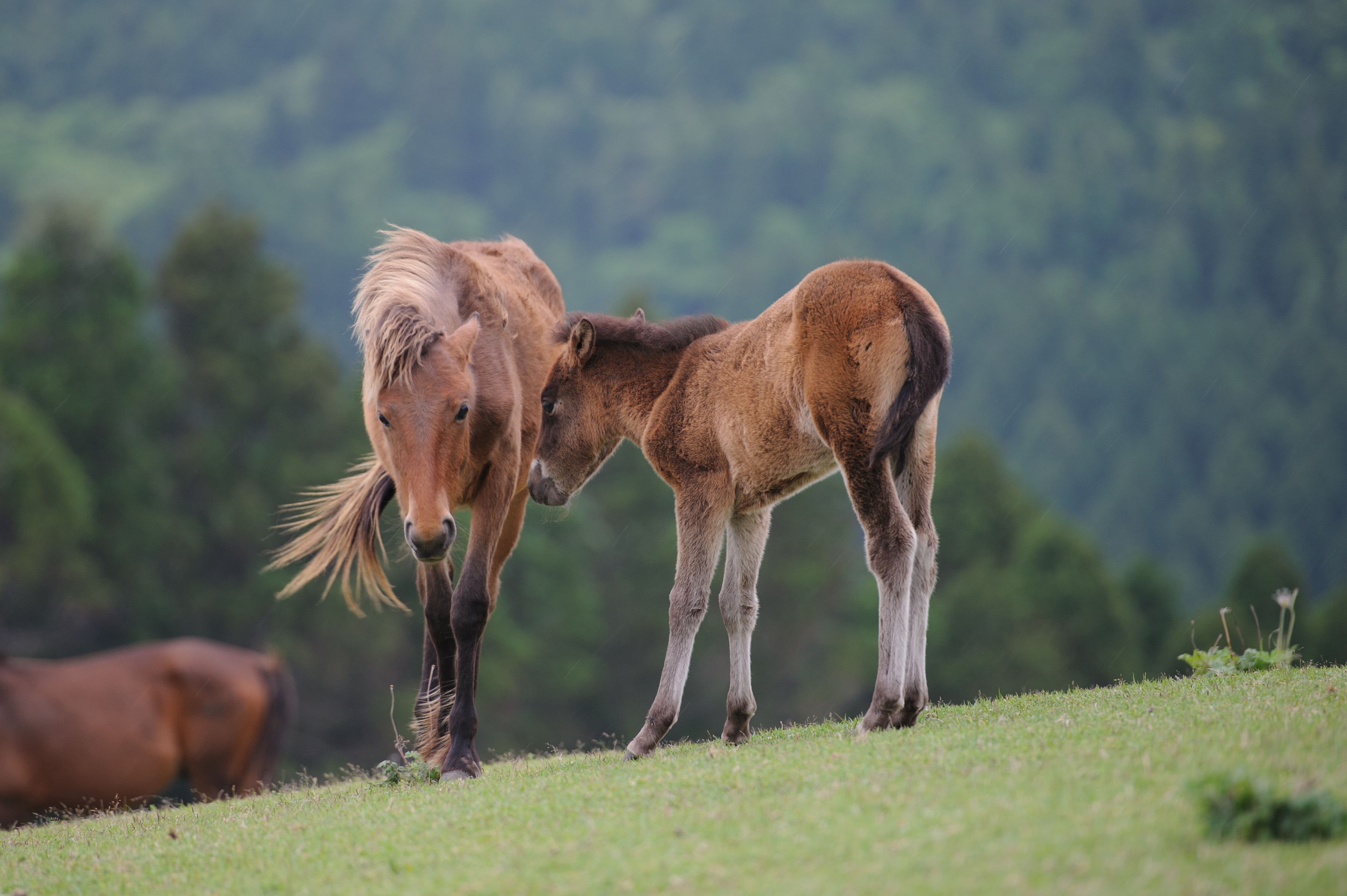
Jument et poulain Misaki.

Par le passé, le Misaki était mis au travail dans les rizières et le long des rangées étroites des jardins vivriers, en particulier dans les zones pentues. Les chevaux actuels, devenus semi-sauvages, n'ont plus guère d'utilité dans ce domaine. Ils sont considérés comme une attraction touristique, le cap Toi étant l'un des lieux touristiques les plus réputés sur l'île de Kyushu. Il est cependant interdit de s'approcher de ces animaux par l'arrière et de les toucher.
Les Misaki sont également aptes à la selle et à la traction légère.

## Diffusion de l'élevage

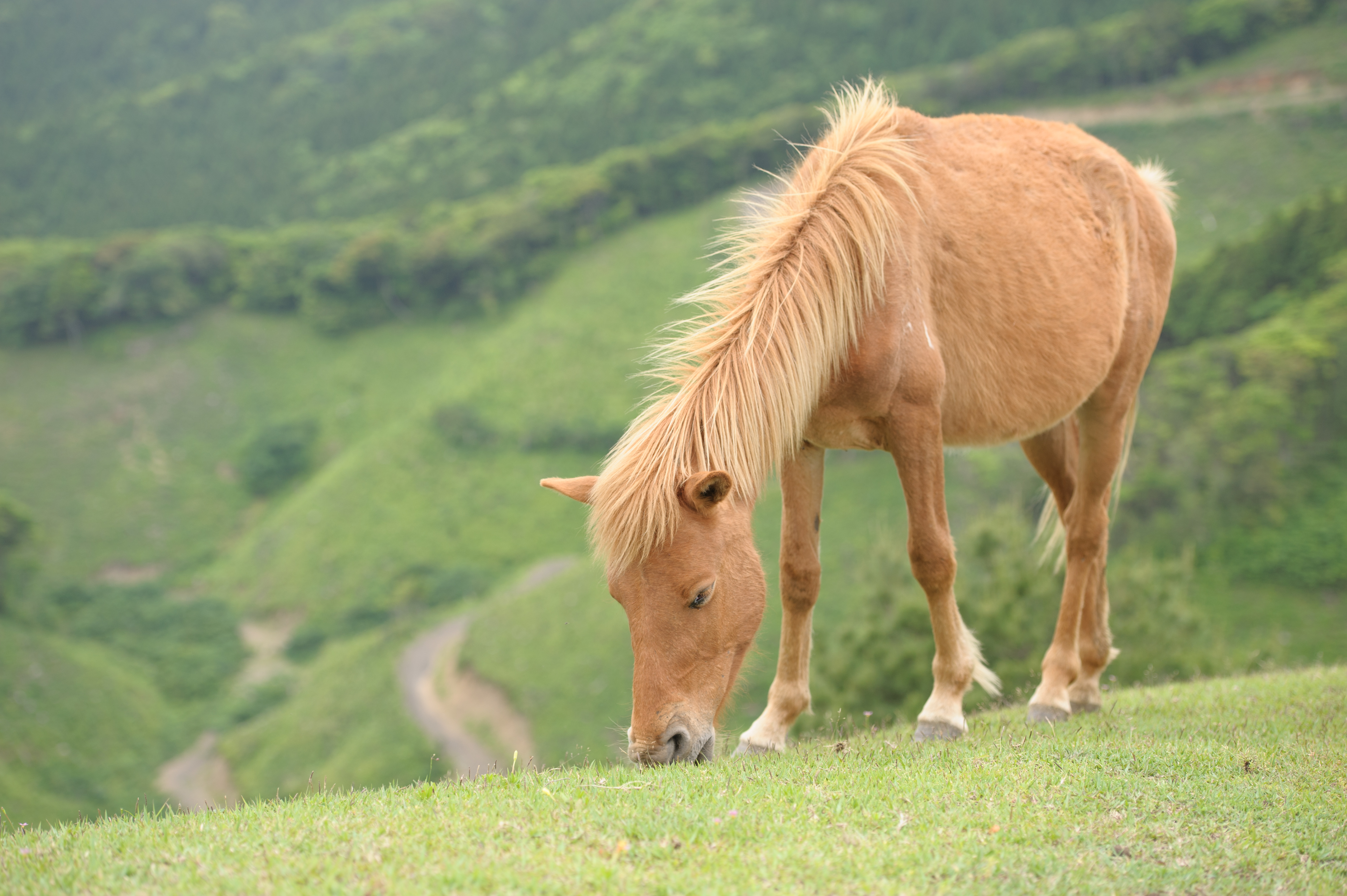
Misaki alezan broutant au cap Toi.

Le Misaki est cantonné au cap Toi. La race est très rare, et peu diffusée. En 2007, la FAO la considère comme étant « en danger critique d'extinction ». Le Misaki est considéré par l'étude de l'université d'Uppsala menée pour la FAO (2010) comme une race locale en danger critique d'extinction, faisant l'objet de mesures de protection.
En 2016, le cheptel est estimé à 120 têtes. La préservation via une banque de données génétiques a été préconisée en 1995.
| Année                       | 1991 | 1998 | 2006 | 2007 | 2008 | 2016 |
| Nombre d'individus recensés | 84   | 100  | 117  | 113  | 115  | 120  |